# 愛爾蘭獵狼犬
愛爾蘭獵狼犬（愛爾蘭語發音：[ˈkuː ˈfˠiːlʲ]）源自愛爾蘭的犬種，馴養做為打獵用。名字起源於馴養的目的（猎狼）而不是外表。
這種狗是世界上最高的狗。 

## 外觀
這種狗是最高的犬種，步伐迅速且视觉敏锐。有粗糙的毛皮（灰色、小麥色、有斑紋、紅、黑、純白、棕或淺黃褐色，小麥色和灰色是最普遍的顏色），箭形的頭和長且健壯的脖子。牠們的身高到肩隆部份平均到90厘米，當吸引到沒有特別需要關心的主人時，是牠最大的缺點。
像全部品種一樣，理想和接受的尺寸有一些從一個標準到另一個的變化，並且總有尺寸超出這些標準的。
但是， 通常飼養員致力於調整在雄狗平均85到90厘米的高度，雌狗約向下調整5到10厘米。 可接受的重量最小量為雌狗20公斤，雄狗50公斤。

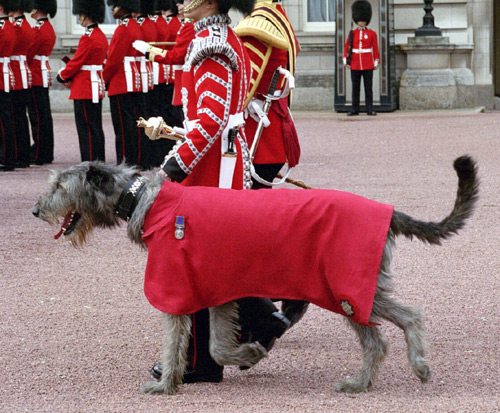
在檢閱過程中的愛爾蘭警衛吉祥物穿著紅衣。

## 健康狀況
當獵狼犬使用好的狗食品，並不需要得到另外的營養補充。一般要再餵大品種的幼犬食品直到18個月換成成犬食品並不普遍了。今日大多數飼養員建議為了降低生長速度並不需要補充。牠們將在更慢更安全的比率下最終到達相同的高度。在14週左右獵狼犬幼犬大約一週增長一英吋而一天多一磅重。
在8個月，狗顯現成年，並且很多主人開始過分注重他們。獵狼犬需要至少18個月做誘導狩獵作為運動，準備其他費力的活動。
擴張型心肌症和骨癌是死亡的主要原因。而且常有遺傳的肝门静脉短路。因此與有6-8年的平均壽命的標準相比較，一個巨大品種獵狼犬有相當短的壽命。

## 歷史
愛爾蘭獵狼犬這個品種非常古老，也許來自西元前1世紀或者更早，古代凱爾特人把牠們作為戰爭用犬，並且叫做Cú Faoil。 愛爾蘭人繼續為這目的養育他們，用來保衛他們的家和保護他們的家畜。 正式參考文獻的愛爾蘭獵狼犬使用於作戰，這在很多歷史傳奇故事內發現，例如《Cuchulain's favourite》。
很多現代正文說明愛爾蘭獵狼犬用于追鹿。牠們的驚人尺寸、速度和智力使牠們很適合打獵，例如獵野豬或野狼。並且有很多適合這目的的輸出條件。牠們或許太理想，因為現在野狼在愛爾蘭絕種。愛爾蘭獵狼犬已經有在古羅馬被展覽的記錄，並且提及到牠們使那些羅馬人驚恐以致於認為只能在籠裡運送不然就很危險。原先的獵狼犬其實和獅相等。
在與英國的衝突的時代期間，獵狼犬用來訓練把騎士拉下馬不是罕見的，如此情況讓步兵殺害獵狼犬－儘管有些獵狼犬沒有這麼做。
由於作為各國家王室成員的一個禮物和只允許王室成員擁有這樣的一條狗的一項輸出禁令，品種幾乎在十九世紀中葉消失。Captain Graham用和蘇格蘭獵鹿犬、大丹犬、蘇俄牧羊犬一起配種的方法重新繁殖愛爾蘭獵狼犬；這種方法保存了品種，但是不可避免的是改變了牠的外表。歷史種類因它的忠實、見識和侵略性而聞名。就氣質而言現代品種已經非常成熟。獵狼犬經常被稱為「溫和的巨人」，和一個品種的有歷史意義的名言：「你溫柔就溫和，你激怒就兇猛。」